# Roger Miret and the Disasters
Roger Miret and the Disasters ist eine Band von Roger Miret, die dieser 2001 gegründet hat. Die Gruppe spielt amerikanischen Streetpunk, der deutliche Oi!-Einflüsse beinhaltet.

## Bandgeschichte
Roger Miret gründete die Gruppe, um einen Ausgleich zum Hardcore Punk seiner Hauptband Agnostic Front zu haben. Einige der ersten Disasters-Lieder wurden ursprünglich für Agnostic Front geschrieben, jedoch richtetes sich diese nach der Gründung des Projektes wieder stärker dem Hardcore Punk zu. Ursprünglich nur als Projekt geplant, entwickelte sich die Gruppe nach dem selbstbetitelten Debütalbum 2002 zu einer eigenständigen Formation, die parallel zu Agnostic Front läuft. Alle bisherigen Alben wurden über Hellcat Records veröffentlicht.

## Musikstil
Die Gruppe zählt zu ihren Einflüssen vor allem britische Oi!-Bands und Punkbands wie Sham 69, The Business und The Clash. Auch der frühe Punk aus New York City, wie von The Dictators und von den Ramones spielt eine große Rolle.

## Diskografie
- Roger Miret and the Disasters (2002)
- 1984 (2005)
- My Riot (2006)
- Gotta Get Up Now (2011)